# Vičaj Srivadtanaprapcha
Vičaj Srivadtanaprapcha (thajsky: วิชัย ศรีวัฒนประภา; 4. dubna 1958 Bangkok – 27. října 2018 Leicester) byl thajský miliardář, majitel anglického klubu klubu Leicester City FC, který aktivně podporoval k jeho vzestupu. Zemřel při pádu vrtulníku, se kterým se vracel z domácího fotbalového utkání klubu, na parkovišti u King Power Stadium.